# Trema lamarckiana
Trema lamarckiana är en hampväxtart som först beskrevs av Johann Jakob Roemer och Schult., och fick sitt nu gällande namn av Carl Ludwig von Blume. Trema lamarckiana ingår i släktet Trema och familjen hampväxter. Inga underarter finns listade i Catalogue of Life.